# Rudolf Diels
Rudolf Diels (Berghausen, 16 dicembre 1900 – Katzenelnbogen, 18 novembre 1957) è stato un politico e militare tedesco, nonché SS Oberführer. Pupillo di Hermann Göring, Diels è stato a capo della Gestapo dal 1933 al 1934.

## Biografia
Nasce a Berghaus in Taunus, figlio di un agricoltore. Presta servizio nell'esercito durante la prima guerra mondiale per poi studiare legge all'Università di Marburgo dal 1919. Fu proprio negli anni da studente universitario che si procurò, in una serie di duelli accademici, alcune vistose cicatrici al volto. Nel 1930 si unisce al ministero degli interni prussiano e viene promosso ad una posizione di consulenza nella polizia prussiana nel 1932. Quando Adolf Hitler sale al potere, è capo della polizia politica prussiana a Berlino.
Quando Göring viene nominato Ministro per la Prussia, viene messo a capo, nel mese di aprile 1933, del nuovo dipartimento di polizia di stato prussiana (Dipartimento 1 A), per contrastare i reati politici. Il Dipartimento viene poi presto ribattezzato Gestapo. Quando il controllo della Gestapo viene dato ad Heinrich Himmler, Diels viene licenziato il 1º aprile 1934.
Successivamente e per breve tempo diventa vice presidente di polizia di Berlino, prima di essere nominato membro del governo locale di Colonia come Regierungspräsident. Mantiene la sua stretta amicizia con Göring, sposando una cugina del suo protettore. Göring lo salva dal carcere in diverse occasioni, in particolare una volta nel 1940 quando Diels rifiutò di ordinare l'arresto di alcuni ebrei.
Al processo di Norimberga testimonia di avere ricevuto tutti gli ordini di eliminazione degli oppositori politici direttamente dal ministro Hermann Göring. In seguito ha servito nel governo post-bellico della Bassa Sassonia dal 1950 e poi nel Ministero degli Interni fino al suo pensionamento nel 1953.
Muore nel 1957 in seguito ad un incidente durante una battuta di caccia. La sua figura è ampiamente citata nel libro di Erik Larson "Il giardino delle bestie - Berlino 1934" e nel libro di Jennifer Chiaverini "Le donne dell'orchestra rossa".